# Département des routes et autoroutes (Tamil Nadu)
 (décembre 2013).
Si vous disposez d'ouvrages ou d'articles de référence ou si vous connaissez des sites web de qualité traitant du thème abordé ici, merci de compléter l'article en donnant les références utiles à sa vérifiabilité et en les liant à la section « Notes et références ».
Le Département des routes et autoroutes est un secteur de l'administration de l’État du Tamil Nadu.  

## Historique
Créé en 1946 sous la dénomination du Département des autoroutes, il prit son appellation actuelle le 30 octobre 2008. Il est chargé de la construction, de la maintenance du réseau routier, y compris les Autoroutes nationales (NH) et des autoroutes d'État (SH). Il est organisé en sept services : celui des autoroutes nationales, celui des projets, de la construction et de la maintenance, NABARD et du réseau rural, du métro, des projets de routes du Tamil Nadu, recherches et prospections géographiques.

## Développement
Le réseau couvre 4 873 km d'autoroutes nationales, 9 384 km d'autoroutes d'État pour un réseau total de 199 040 km.